# Смазочно-охлаждающие жидкости
Смазочно-охлаждающие жидкости (СОЖ) — обобщённое наименование разнообразных жидких составов, используемых главным образом при обработке металлов резанием или давлением. Наиболее распространенные СОЖ — нефтяные масла (обычно с противоизносными и противозадирными присадками) и их 3-10 % водные эмульсии. Часто в отношении СОЖ применяют термин жидкие смазочно-охлаждающие технологические средства (СОТС).

## Использование СОЖ
В самом термине заложены основные назначения использования СОЖ — смазывать и охлаждать. Современные технологии обработки материалов, оборудование высокой мощности позволяют проводить интенсивные процессы резания, выдавливания, прокатки, штамповки, сверления, шлифования и другие. Подводимая высокая мощность, высокие статические и динамические нагрузки вызывают разогрев деформируемых материалов, что может приводить к снижению качества обработки, к порче инструмента, оснастки и оборудования. 
Использование СОЖ позволяет снижать температуру в зоне обработки до приемлемой за счёт теплообмена и, достаточно часто, за счёт парообразования. Наличие у СОЖ смазывающих свойств снижает трение в зоне обработки, фрикционный износ инструмента, значительно снижает вероятность задира и повреждения поверхностей обрабатываемых деталей и инструмента. В общем случае использование СОЖ позволяет увеличить интенсивность технологических процессов, производительность труда и оборудования, повысить качество продукции. 
Современные СОЖ могут представлять сложные физико-химические системы, содержать добавки и присадки различного назначения: антикоррозионные, противоизносные, противозадирные, биоцидные и другие.

## Классификация СОЖ
Коммерческие предложения СОЖ широки и разнообразны. Классификация строится в основном на физико-химическом составе:
- индустриальные масла и другие нефтяные фракции с присадками
- эмульсолы, образующие в воде грубодисперсные эмульсии нефтепродуктов с присадками
- синтетические органические соединения или полусинтетические смеси, позволяющие получать стабильные микроэмульсии или прозрачные растворы.
- быстроиспаряющиеся низкокипящие жидкие смеси, в основном галогенпроизводные углеводородов с добавками.

В период 1970—1980 годов производство смазочно-охлаждающих жидкостей и технологических смазок (ТС) для металлообработки сформировалось как самостоятельная подотрасль нефтеперерабатывающей и нефтехимической промышленности.